# 黃金廣場 (倫敦)
51°30′42″N 0°8′14″W / 51.51167°N 0.13722°W

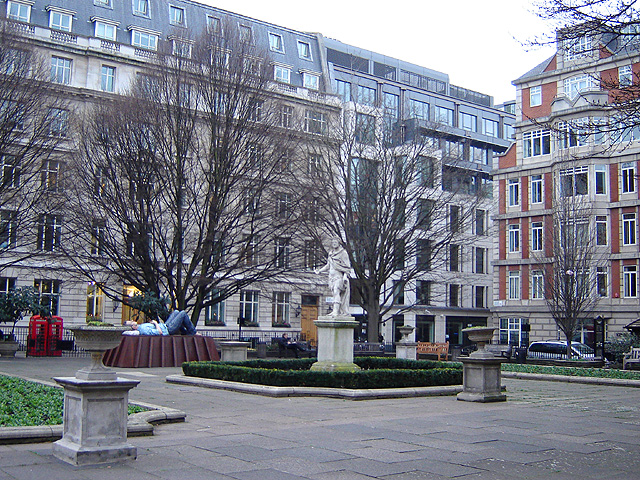
黄金广场，中心是乔治二世雕像

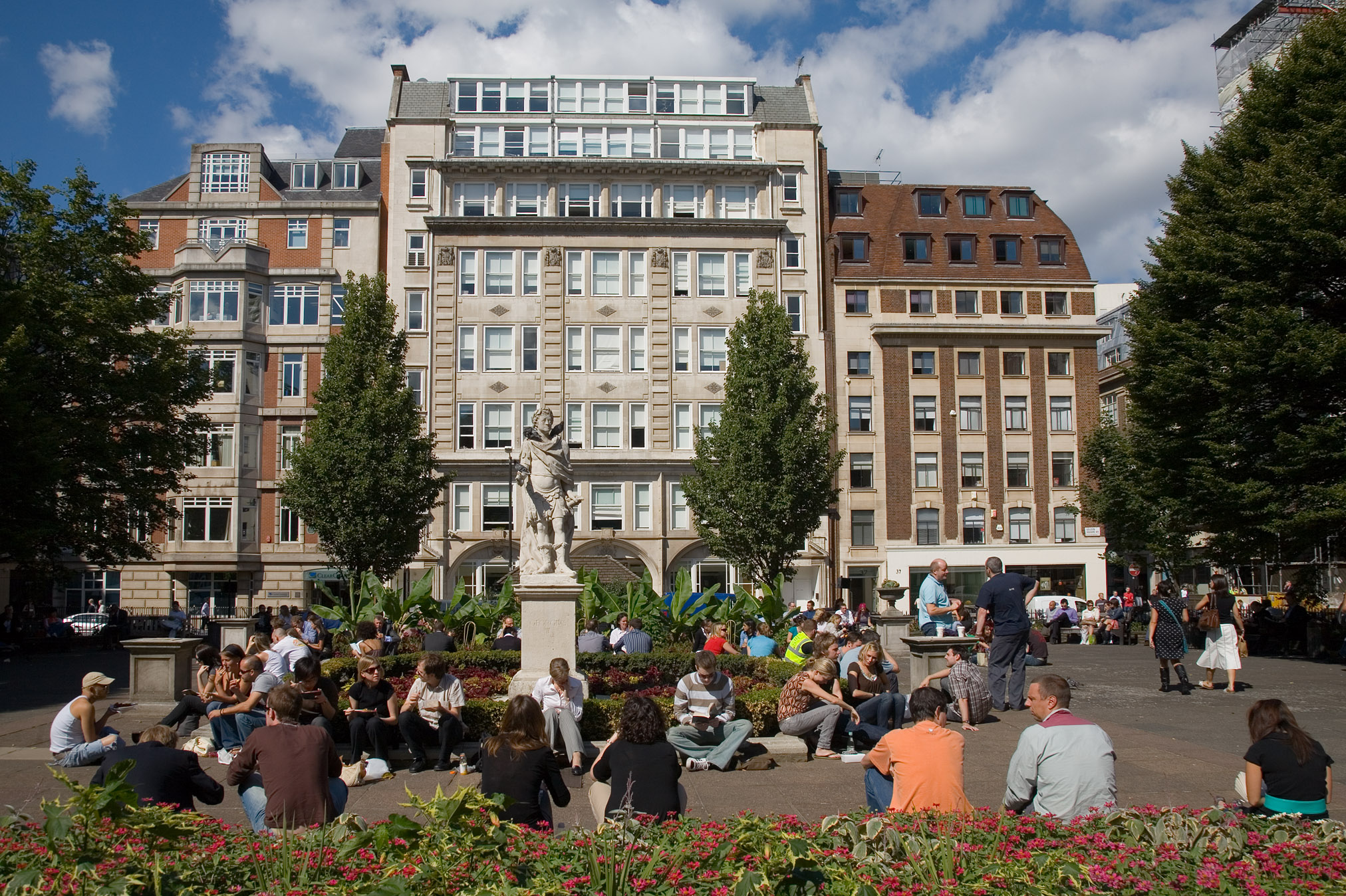
黄金广场

黄金广场（Golden Square）是伦敦中心区西敏市苏豪区一个古老的广场，位于摄政街以东，皮卡迪利圆环以北。
黄金广场开辟于17世纪70年代，可能是按照克里斯多佛·雷恩爵士的规划。它很快成为17世纪末18世纪初的政治和大使区，其中包括葡萄牙使馆。 
博林布鲁克子爵的府邸座落在广场上，备受安妮女王的青睐。1708年，老威廉·皮特出生于该广场。
伊夫林·沃的《一抔土》（A Handful of Dust）的故事发生在黄金广场附近虚构的欣克街的一家夜总会。狄更斯的《尼古拉斯·尼克貝》中也描绘了黄金广场。
索尼公司电影娱乐公司和索尼电脑娱乐欧洲公司都位于黄金广场25号。